# Aspelta harringi
Aspelta harringi är en hjuldjursart som beskrevs av Adolf Remane 1929. Aspelta harringi ingår i släktet Aspelta och familjen Dicranophoridae. Arten är reproducerande i Sverige. Inga underarter finns listade i Catalogue of Life.